# Wereldkampioenschap voetbal vrouwen 2011
Het wereldkampioenschap voetbal vrouwen 2011 was de zesde editie van het Wereldkampioenschap voetbal vrouwen dat van 26 juni tot en met 17 juli 2011 werd gehouden in Duitsland. Japan, dat in de kwartfinale regerend wereldkampioen Duitsland had uitgeschakeld, werd voor het eerst wereldkampioen door in de finale na strafschoppen de Verenigde Staten te verslaan.
Zestien teams namen deel aan het eindtoernooi. Tweevoudig wereldkampioen Duitsland was als gastland automatisch gekwalificeerd voor het eindtoernooi. Andere nationale teams moesten zich via kwalificatiewedstrijden proberen te plaatsen. Dit was tevens het laatste toernooi waaraan 16 teams meedoen, vanaf 2015 wordt dit aantal uitgebreid naar 24 teams.

## Keuze van de FIFA
Op 30 oktober 2007 maakte het uitvoerend comité van de FIFA bekend dat het toernooi is toegewezen aan Duitsland.

## Speelsteden
|                                                                                          | |                                                                            |
|                                                                                          | |                                                                            |
| Impuls Arena Locatie: Augsburg Capaciteit: 25.579 Club: FC Augsburg                      | Olympisch Stadion (alleen voor openingswedstrijd van Duitsland) Locatie: Berlijn Capaciteit: 74.244 Club: Hertha BSC | Ruhrstadion Locatie: Bochum Capaciteit: 31.328 Clubs: VfL Bochum           |
|                                                                                          | |                                                                            |
| Rudolf-Harbig-Stadion Locatie: Dresden Capaciteit: 32.066 Club: SG Dynamo Dresden        | Commerzbank-Arena Locatie: Frankfurt Capaciteit: 49.240 Club: Eintracht Frankfurt                                    | BayArena Locatie: Leverkusen Capaciteit: 30,000 Club: Bayer Leverkusen     |
|                                                                                          | |                                                                            |
| Borussia-Park Locatie: Mönchengladbach Capaciteit: 46.297 Club: Borussia Mönchengladbach | Rhein-Neckar-Arena Locatie: Sinsheim Capaciteit: 25.641 Club: TSG 1899 Hoffenheim                                    | Volkswagen-Arena Locatie: Wolfsburg Capaciteit: 25.361 Club: VfL Wolfsburg |

## Geplaatste teams
| Team               | Gekwalificeerd als                                    | Datum van kwalificatie | Aantal deelnames | Aantal deelnames op rij | Beste resultaat vóór 2011 | FIFA Ranking |
| ------------------ | ----------------------------------------------------- | ---------------------- | ---------------- | ----------------------- | ------------------------- | ------------ |
| Australië          | Winnaar AFC Vrouwenkampioenschap 2010                 | 27 mei 2010            | 5e               | 5                       | Kwartfinale (2007)        | 11           |
| Brazilië           | Winnaar Sudamericano Femenino 2010                    | 19 november 2010       | 6e               | 6                       | Finalist (2007)           | 3            |
| Colombia           | Finalist Sudamericano Femenino 2010                   | 21 november 2010       | 1e               | 1                       | Eerste deelname           | 31           |
| Canada             | Winnaar CONCACAF vrouwen Gold Cup 2010                | 5 november 2010        | 5e               | 5                       | Vierde plaats (2003)      | 6            |
| Duitsland          | Gastland                                              | 30 oktober 2007        | 6e               | 6                       | Kampioen (2003, 2007)     | 2            |
| Engeland           | Winnaar UEFA Play-off                                 | 16 september 2010      | 3e               | 2                       | Kwartfinale (1995, 2007)  | 10           |
| Equatoriaal-Guinea | Finalist Afrikaans kampioenschap voetbal vrouwen 2010 | 11 november 2010       | 1e               | 1                       | Eerste deelname           | 61           |
| Frankrijk          | Winnaar UEFA Play-off                                 | 15 september 2010      | 2e               | 1 (Laatste: 2003)       | Groepsfase (2003)         | 7            |
| Japan              | Nummer 3 AFC Vrouwenkampioenschap 2010                | 30 mei 2010            | 6e               | 6                       | Kwartfinale (1995)        | 4            |
| Mexico             | Finalist CONCACAF vrouwen Gold Cup 2010               | 5 november 2010        | 2e               | 1 (Laatste: 1999)       | Groepsfase (1999)         | 22           |
| Nieuw-Zeeland      | Winnaar OFC voetbalkampioenschap vrouwen 2010         | 8 oktober 2010         | 3e               | 2                       | Groepsfase (1991, 2007)   | 24           |
| Nigeria            | Winnaar Afrikaans kampioenschap voetbal vrouwen 2010  | 11 november 2010       | 6e               | 6                       | Kwartfinale (1999)        | 27           |
| Noord-Korea        | Nummer 2 AFC Vrouwenkampioenschap 2010                | 27 mei 2010            | 4e               | 4                       | Kwartfinale (1991)        | 8            |
| Noorwegen          | Winnaar UEFA Play-off                                 | 15 september 2010      | 6e               | 6                       | Kampioen (1995)           | 9            |
| Verenigde Staten   | winnaar UEFA-CONCACAF play-off                        | 27 november 2010       | 6e               | 6                       | Kampioen (1991, 1999)     | 1            |
| Zweden             | Winnaar UEFA Play-off                                 | 16 september 2010      | 6e               | 6                       | Finalist (2003)           | 5            |

## Wedstrijden
Het wedstrijdschema voor dit toernooi werd vrijgeven op 20 maart 2009 met Duitsland ingedeeld in Groep A. In vergelijking tot vorige toernooien vonden er geen twee wedstrijden in hetzelfde stadion plaats, maar werden er op 1 dag twee wedstrijden gespeeld in verschillende stadions. Alle tijden zijn CEST.

### Loting

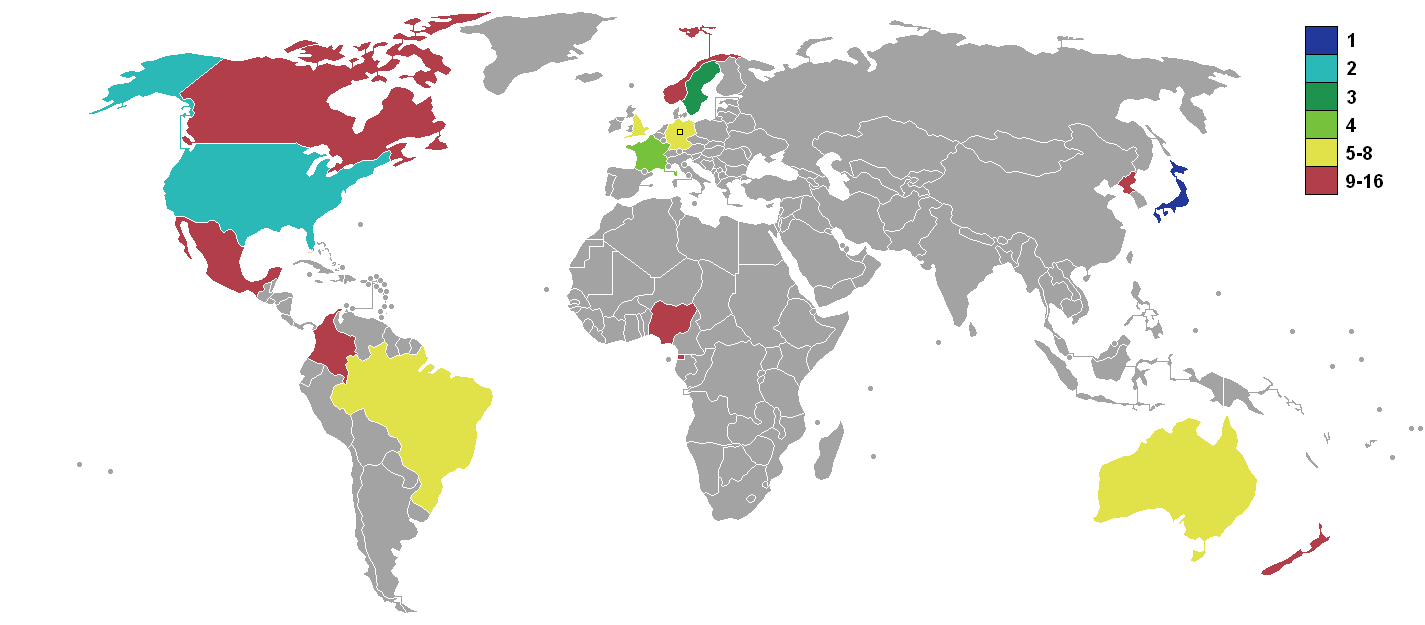
Deelnemende landen

De loting vond plaats op 29 november 2010 in Frankfurt na de afronding van de kwalificatie. Op 28 november werd de potindeling bekend.
| Pot 1                                                         | Pot 2                               | Pot 3                                             | Pot 4                               |
| ------------------------------------------------------------- | ----------------------------------- | ------------------------------------------------- | ----------------------------------- |
| Duitsland (A1) Japan (B1) Verenigde Staten (C1) Brazilië (D1) | Australië Noord-Korea Canada Mexico | Nigeria Equatoriaal-Guinea Nieuw-Zeeland Colombia | Engeland Frankrijk Zweden Noorwegen |

## Groepsfase

### Groep A
| Team      | AW | W | G | V | DV | DT | DS | Pnt |
| --------- | -- | - | - | - | -- | -- | -- | --- |
| Duitsland | 3  | 3 | 0 | 0 | 7  | 3  | +4 | 9   |
| Frankrijk | 3  | 2 | 0 | 1 | 7  | 4  | +3 | 6   |
| Nigeria   | 3  | 1 | 0 | 2 | 1  | 2  | –1 | 3   |
| Canada    | 3  | 0 | 0 | 3 | 1  | 7  | –6 | 0   |

|                    |         |                  |           |                                                                              |
| 26 juni 2011 15:00 | Nigeria | 0 – 1            | Frankrijk | Rhein-Neckar-Arena, Sinsheim Toeschouwers: 25.475 Scheidsrechter: Kari Seitz |
| 26 juni 2011 15:00 |         | Wedstrijdverslag | 56' Delie | Rhein-Neckar-Arena, Sinsheim Toeschouwers: 25.475 Scheidsrechter: Kari Seitz |

|                    |                                     |                  |              |                                                                              |
| 26 juni 2011 18:00 | Duitsland                           | 2 – 1            | Canada       | Olympiastadion, Berlijn Toeschouwers: 73.680 Scheidsrechter: Jacqui Melksham |
| 26 juni 2011 18:00 | Garefrekes 10' Okoyino da Mbabi 42' | Wedstrijdverslag | 88' Sinclair | Olympiastadion, Berlijn Toeschouwers: 73.680 Scheidsrechter: Jacqui Melksham |

|                    |        |                  |                                      |                                                                        |
| 30 juni 2011 18:00 | Canada | 0 – 4            | Frankrijk                            | Ruhrstadion, Bochum Toeschouwers: 16.591 Scheidsrechter: Etsuko Fukano |
| 30 juni 2011 18:00 |        | Wedstrijdverslag | 24', 60' Thiney 66' Abily 83' Thomis | Ruhrstadion, Bochum Toeschouwers: 16.591 Scheidsrechter: Etsuko Fukano |

|                    |             |                  |         |                                                                               |
| 30 juni 2011 20:45 | Duitsland   | 1 – 0            | Nigeria | Commerzbank-Arena, Frankfurt Toeschouwers: 48.817 Scheidsrechter: Cha Sung-mi |
| 30 juni 2011 20:45 | Laudehr 54' | Wedstrijdverslag |         | Commerzbank-Arena, Frankfurt Toeschouwers: 48.817 Scheidsrechter: Cha Sung-mi |

|                   |                       |                  |                                                            |                                                                                     |
| 5 juli 2011 20:45 | Frankrijk             | 2 – 4            | Duitsland                                                  | Borussia-Park, Mönchengladbach Toeschouwers: 45.867 Scheidsrechter: Kirsi Heikkinen |
| 5 juli 2011 20:45 | Delie 56' Georges 72' | Wedstrijdverslag | 25' Garefrekes 32', 68' (pen.) Grings 88' Okoyino da Mbabi | Borussia-Park, Mönchengladbach Toeschouwers: 45.867 Scheidsrechter: Kirsi Heikkinen |

|                   |        |                  |             |                                                                                    |
| 5 juli 2011 20:45 | Canada | 0 – 1            | Nigeria     | Rudolf-Harbig-Stadion, Dresden Toeschouwers: 13.638 Scheidsrechter: Finau Vulivuli |
| 5 juli 2011 20:45 |        | Wedstrijdverslag | 84' Nkwocha | Rudolf-Harbig-Stadion, Dresden Toeschouwers: 13.638 Scheidsrechter: Finau Vulivuli |

### Groep B
| Team          | AW | W | G | V | DV | DT | DS | Pnt |
| ------------- | -- | - | - | - | -- | -- | -- | --- |
| Engeland      | 3  | 2 | 1 | 0 | 5  | 2  | +3 | 7   |
| Japan         | 3  | 2 | 0 | 1 | 6  | 3  | +3 | 6   |
| Mexico        | 3  | 0 | 2 | 1 | 3  | 7  | –4 | 2   |
| Nieuw-Zeeland | 3  | 0 | 1 | 2 | 4  | 6  | –2 | 1   |

|                    |                        |                  |               |                                                                          |
| 27 juni 2011 15:00 | Japan                  | 2 – 1            | Nieuw-Zeeland | Ruhrstadion, Bochum Toeschouwers: 12.538 Scheidsrechter: Kirsi Heikkinen |
| 27 juni 2011 15:00 | Nagasato 6' Miyama 68' | Wedstrijdverslag | 12' Hearn     | Ruhrstadion, Bochum Toeschouwers: 12.538 Scheidsrechter: Kirsi Heikkinen |

|                    |            |                  |              |                                                                               |
| 27 juni 2011 18:00 | Mexico     | 1 – 1            | Engeland     | Volkswagen-Arena, Wolfsburg Toeschouwers: 18.702 Scheidsrechter: Silvia Reyes |
| 27 juni 2011 18:00 | Ocampo 33' | Wedstrijdverslag | 21' Williams | Volkswagen-Arena, Wolfsburg Toeschouwers: 18.702 Scheidsrechter: Silvia Reyes |

|                   |                             |                  |        |                                                                              |
| 1 juli 2011 15:00 | Japan                       | 4 – 0            | Mexico | BayArena, Leverkusen Toeschouwers: 22.291 Scheidsrechter: Christina Pedersen |
| 1 juli 2011 15:00 | Sawa 13', 39', 80' Ohno 15' | Wedstrijdverslag |        | BayArena, Leverkusen Toeschouwers: 22.291 Scheidsrechter: Christina Pedersen |

|                   |               |                  |                      |                                                                                    |
| 1 juli 2011 18:15 | Nieuw-Zeeland | 1 – 2            | Engeland             | Rudolf-Harbig-Stadion, Dresden Toeschouwers: 19.110 Scheidsrechter: Therese Neguel |
| 1 juli 2011 18:15 | Gregorius 18' | Wedstrijdverslag | 63' Scott 81' Clarke | Rudolf-Harbig-Stadion, Dresden Toeschouwers: 19.110 Scheidsrechter: Therese Neguel |

|                   |                         |                  |       |                                                                                |
| 5 juli 2011 18:15 | Engeland                | 2 – 0            | Japan | Impuls Arena, Augsburg Toeschouwers: 20.777 Scheidsrechter: Carol Anne Chenard |
| 5 juli 2011 18:15 | E. White 15' Yankey 66' | Wedstrijdverslag |       | Impuls Arena, Augsburg Toeschouwers: 20.777 Scheidsrechter: Carol Anne Chenard |

|                   |                           |                  |                        |                                                                                   |
| 5 juli 2011 18:15 | Nieuw-Zeeland             | 2 – 2            | Mexico                 | Rhein-Neckar-Arena, Sinsheim Toeschouwers: 20.451 Scheidsrechter: Jenny Palmqvist |
| 5 juli 2011 18:15 | Smith 90' Wilkinson 90+4' | Wedstrijdverslag | 2' Mayor 29' Dominguez | Rhein-Neckar-Arena, Sinsheim Toeschouwers: 20.451 Scheidsrechter: Jenny Palmqvist |

### Groep C
| Team             | AW | W | G | V | DV | DT | DS | Pnt |
| ---------------- | -- | - | - | - | -- | -- | -- | --- |
| Zweden           | 3  | 3 | 0 | 0 | 4  | 1  | +3 | 9   |
| Verenigde Staten | 3  | 2 | 0 | 1 | 6  | 2  | +4 | 6   |
| Noord-Korea      | 3  | 0 | 1 | 2 | 0  | 3  | –3 | 1   |
| Colombia         | 3  | 0 | 1 | 2 | 0  | 4  | –4 | 1   |

|                    |          |                  |               |                                                                              |
| 28 juni 2011 15:00 | Colombia | 0 – 1            | Zweden        | BayArena, Leverkusen Toeschouwers: 21.106 Scheidsrechter: Carol Anne Chenard |
| 28 juni 2011 15:00 |          | Wedstrijdverslag | 57' Landström | BayArena, Leverkusen Toeschouwers: 21.106 Scheidsrechter: Carol Anne Chenard |

|                    |                        |                  |             |                                                                                       |
| 28 juni 2011 18:15 | Verenigde Staten       | 2 – 0            | Noord-Korea | Rudolf-Harbig-Stadion, Dresden Toeschouwers: 21.859 Scheidsrechter: Bibiana Steinhaus |
| 28 juni 2011 18:15 | Cheney 54' Buehler 76' | Wedstrijdverslag |             | Rudolf-Harbig-Stadion, Dresden Toeschouwers: 21.859 Scheidsrechter: Bibiana Steinhaus |

|                   |             |                  |               |                                                                            |
| 2 juli 2011 14:00 | Noord-Korea | 0 – 1            | Zweden        | Impuls Arena, Augsburg Toeschouwers: 23.768 Scheidsrechter: Estela Alvarez |
| 2 juli 2011 14:00 |             | Wedstrijdverslag | 64' Dahlkvist | Impuls Arena, Augsburg Toeschouwers: 23.768 Scheidsrechter: Estela Alvarez |

|                   |                                    |                  |          |                                                                                  |
| 2 juli 2011 18:00 | Verenigde Staten                   | 3 – 0            | Colombia | Rhein-Neckar-Arena, Sinsheim Toeschouwers: 25.475 Scheidsrechter: Dagmar Damkova |
| 2 juli 2011 18:00 | O'Reilly 12' Rapinoe 50' Lloyd 57' | Wedstrijdverslag |          | Rhein-Neckar-Arena, Sinsheim Toeschouwers: 25.475 Scheidsrechter: Dagmar Damkova |

|                   |                                  |                  |                  |                                                                                |
| 6 juli 2011 20:45 | Zweden                           | 2 – 1            | Verenigde Staten | Volkswagen-Arena, Wolfsburg Toeschouwers: 23.468 Scheidsrechter: Etsuko Fukano |
| 6 juli 2011 20:45 | Dahlkvist 16' (pen.) Fischer 35' | Wedstrijdverslag | 67' Wambach      | Volkswagen-Arena, Wolfsburg Toeschouwers: 23.468 Scheidsrechter: Etsuko Fukano |

|                   |                  |       |          |                                                                            |
| 6 juli 2011 20:45 | Noord-Korea      | 0 – 0 | Colombia | Ruhrstadion, Bochum Toeschouwers: 7.805 Scheidsrechter: Christina Pedersen |
| 6 juli 2011 20:45 | Wedstrijdverslag |       |          | Ruhrstadion, Bochum Toeschouwers: 7.805 Scheidsrechter: Christina Pedersen |

### Groep D
| Team               | AW | W | G | V | DV | DT | DS | Pnt |
| ------------------ | -- | - | - | - | -- | -- | -- | --- |
| Brazilië           | 3  | 3 | 0 | 0 | 7  | 0  | +7 | 9   |
| Australië          | 3  | 2 | 0 | 1 | 5  | 4  | +1 | 6   |
| Noorwegen          | 3  | 1 | 0 | 2 | 2  | 5  | –3 | 3   |
| Equatoriaal-Guinea | 3  | 0 | 0 | 3 | 2  | 7  | –5 | 0   |

|                    |           |                  |                    |                                                                                |
| 29 juni 2011 15:00 | Noorwegen | 1 – 0            | Equatoriaal-Guinea | Impuls Arena, Augsburg Toeschouwers: 12.928 Scheidsrechter: Quetzalli Alvarado |
| 29 juni 2011 15:00 | Haavi 84' | Wedstrijdverslag |                    | Impuls Arena, Augsburg Toeschouwers: 12.928 Scheidsrechter: Quetzalli Alvarado |

|                    |            |                  |           |                                                                                     |
| 29 juni 2011 18:15 | Brazilië   | 1 – 0            | Australië | Borussia-Park, Mönchengladbach Toeschouwers: 27.258 Scheidsrechter: Jenny Palmqvist |
| 29 juni 2011 18:15 | Rosana 54' | Wedstrijdverslag |           | Borussia-Park, Mönchengladbach Toeschouwers: 27.258 Scheidsrechter: Jenny Palmqvist |

|                   |                                       |                  |                    |                                                                        |
| 3 juli 2011 14:00 | Australië                             | 3 – 2            | Equatoriaal-Guinea | Ruhrstadion, Bochum Toeschouwers: 15.640 Scheidsrechter: Gyoengyi Gaal |
| 3 juli 2011 14:00 | Khamis 8' Van Egmond 48' De Vanna 51' | Wedstrijdverslag | 21', 83' Anonman   | Ruhrstadion, Bochum Toeschouwers: 15.640 Scheidsrechter: Gyoengyi Gaal |

|                   |                           |                  |           |                                                                             |
| 3 juli 2011 18:15 | Brazilië                  | 3 – 0            | Noorwegen | Volkswagen-Arena, Wolfsburg Toeschouwers: 26.067 Scheidsrechter: Kari Seitz |
| 3 juli 2011 18:15 | Marta 22', 48' Rosana 46' | Wedstrijdverslag |           | Volkswagen-Arena, Wolfsburg Toeschouwers: 26.067 Scheidsrechter: Kari Seitz |

|                   |                    |                  |                                       |                                                                                     |
| 6 juli 2011 18:00 | Equatoriaal-Guinea | 0 – 3            | Brazilië                              | Commerzbank-Arena, Frankfurt Toeschouwers: 35.859 Scheidsrechter: Bibiana Steinhaus |
| 6 juli 2011 18:00 |                    | Wedstrijdverslag | 49' Érika 54', 90+3' (pen.) Cristiane | Commerzbank-Arena, Frankfurt Toeschouwers: 35.859 Scheidsrechter: Bibiana Steinhaus |

|                   |                |                  |              |                                                                          |
| 6 juli 2011 18:00 | Australië      | 2 – 1            | Noorwegen    | BayArena, Leverkusen Toeschouwers: 18.474 Scheidsrechter: Estela Alvarez |
| 6 juli 2011 18:00 | Simon 57', 87' | Wedstrijdverslag | 56' Thorsnes | BayArena, Leverkusen Toeschouwers: 18.474 Scheidsrechter: Estela Alvarez |

## Knock-outronde
|  | Kwartfinale             | Kwartfinale                   |                         |       | Halve finale           | Halve finale           |   |  | Finale | Finale |
|  |                         |                               |                         |       |                        |                        |   |  |        |        |
|  | 9 juli 2011, Wolfsburg  |                               |                         |       |                        |                        |   |  |        |        |
|  |                         |                               |                         |       |                        |                        |   |  |        |        |
|  | Duitsland               | 0                             |                         |       |                        |                        |   |  |        |        |
|  | Duitsland               | 0                             | 13 juli 2011, Frankfurt |       |                        |                        |   |  |        |        |
|  | Japan                   | 1                             |                         |       |                        |                        |   |  |        |        |
|  | Japan                   | 1                             | Japan                   | 3     |                        |                        |   |  |        |        |
|  | 10 juli 2011, Augsburg  |                               | Japan                   | 3     |                        |                        |   |  |        |        |
|  |                         | Zweden                        | 1                       |       |                        |                        |   |  |        |        |
|  | Zweden                  | Zweden                        | 1                       | 3     |                        |                        |   |  |        |        |
|  | Zweden                  |                               | 17 juli 2011, Frankfurt | 3     |                        |                        |   |  |        |        |
|  | Australië               | 1                             |                         |       |                        |                        |   |  |        |        |
|  | Australië               | 1                             | Japan                   | 2 (3) |                        |                        |   |  |        |        |
|  | 9 juli 2011, Leverkusen |                               | Japan                   | 2 (3) |                        |                        |   |  |        |        |
|  |                         | Verenigde Staten              | 2 (1)                   |       |                        |                        |   |  |        |        |
|  | Engeland                | Verenigde Staten              | 2 (1)                   | 1 (3) |                        |                        |   |  |        |        |
|  | Engeland                | 13 juli 2011, Mönchengladbach |                         | 1 (3) |                        |                        |   |  |        |        |
|  | Frankrijk               | 1 (4)                         |                         |       |                        |                        |   |  |        |        |
|  | Frankrijk               | 1 (4)                         | Frankrijk               | 1     | Troostfinale           | Troostfinale           |   |  |        |        |
|  | 10 juli 2011, Dresden   |                               | Frankrijk               | 1     | Troostfinale           | Troostfinale           |   |  |        |        |
|  |                         | Verenigde Staten              | 3                       |       | 16 juli 2011, Sinsheim | 16 juli 2011, Sinsheim |   |  |        |        |
|  | Brazilië                | Verenigde Staten              | 3                       | 2 (3) | 16 juli 2011, Sinsheim | 16 juli 2011, Sinsheim |   |  |        |        |
|  | Brazilië                |                               |                         |       |                        | Zweden                 | 2 |  |        |        |
|  | Verenigde Staten        | 2 (5)                         |                         |       |                        | Zweden                 | 2 |  |        |        |
|  | Verenigde Staten        | 2 (5)                         | Frankrijk               | 1     |                        |                        |   |  |        |        |
|  |                         |                               | Frankrijk               | 1     |                        |                        |   |  |        |        |

### Kwartfinale
|                   |           |                  |               |                                                                                     |
| 9 juli 2011 20:45 | Duitsland | 0 – 1 (n.v.)     | Japan         | Volkswagen-Arena, Wolfsburg Toeschouwers: 26.067 Scheidsrechter: Quetzalli Alvarado |
| 9 juli 2011 20:45 |           | Wedstrijdverslag | 108' Maruyama | Volkswagen-Arena, Wolfsburg Toeschouwers: 26.067 Scheidsrechter: Quetzalli Alvarado |

|                   |                                    |                  |                                            |                                                                           |
| 9 juli 2011 18:00 | Engeland                           | 1 – 1 (n.v.)     | Frankrijk                                  | BayArena, Leverkusen Toeschouwers: 26.395 Scheidsrechter: Jenny Palmqvist |
| 9 juli 2011 18:00 | Scott 59'                          | Wedstrijdverslag | 88' Bussaglia                              | BayArena, Leverkusen Toeschouwers: 26.395 Scheidsrechter: Jenny Palmqvist |
| 9 juli 2011 18:00 | Strafschoppen                      |                  |                                            | BayArena, Leverkusen Toeschouwers: 26.395 Scheidsrechter: Jenny Palmqvist |
| 9 juli 2011 18:00 | Smith Carney Stoney Rafferty White | 3 – 4            | Abily Bussaglia Thiney Bompastor Le Sommer | BayArena, Leverkusen Toeschouwers: 26.395 Scheidsrechter: Jenny Palmqvist |

|                    |                                       |                  |           |                                                                          |
| 10 juli 2011 13:00 | Zweden                                | 3 – 1            | Australië | Impuls Arena, Augsburg Toeschouwers: 24.605 Scheidsrechter: Silvia Reyes |
| 10 juli 2011 13:00 | Sjögran 10' Dahlkvist 16' Schelin 52' | Wedstrijdverslag | 40' Perry | Impuls Arena, Augsburg Toeschouwers: 24.605 Scheidsrechter: Silvia Reyes |

|                    |                                    |                  |                                    |                                                                                     |
| 10 juli 2011 17:30 | Brazilië                           | 2 – 2 (n.v.)     | Verenigde Staten                   | Rudolf-Harbig-Stadion, Dresden Toeschouwers: 25.598 Scheidsrechter: Jacqui Melksham |
| 10 juli 2011 17:30 | Marta 68' (pen.), 92'              | Wedstrijdverslag | 2' (e.d.) Daiane 120+2' Wambach    | Rudolf-Harbig-Stadion, Dresden Toeschouwers: 25.598 Scheidsrechter: Jacqui Melksham |
| 10 juli 2011 17:30 | Strafschoppen                      |                  |                                    | Rudolf-Harbig-Stadion, Dresden Toeschouwers: 25.598 Scheidsrechter: Jacqui Melksham |
| 10 juli 2011 17:30 | Christiane Marta Daiane Francielle | 3 – 5            | Boxx Lloyd Wambach Rapinoe Krieger | Rudolf-Harbig-Stadion, Dresden Toeschouwers: 25.598 Scheidsrechter: Jacqui Melksham |

### Halve finale
|                    |               |                  |                                  |                                                                                     |
| 13 juli 2011 18:00 | Frankrijk     | 1 – 3            | Verenigde Staten                 | Borussia-Park, Mönchengladbach Toeschouwers: 25.676 Scheidsrechter: Kirsi Heikkinen |
| 13 juli 2011 18:00 | Bompastor 55' | Wedstrijdverslag | 9' Cheney 79' Wambach 82' Morgan | Borussia-Park, Mönchengladbach Toeschouwers: 25.676 Scheidsrechter: Kirsi Heikkinen |

|                    |                            |                  |            |                                                                                      |
| 13 juli 2011 20:45 | Japan                      | 3 – 1            | Zweden     | Commerzbank-Arena, Frankfurt Toeschouwers: 45.434 Scheidsrechter: Carol Anne Chenard |
| 13 juli 2011 20:45 | Kawasumi 19', 64' Sawa 60' | Wedstrijdverslag | 10' Öqvist | Commerzbank-Arena, Frankfurt Toeschouwers: 45.434 Scheidsrechter: Carol Anne Chenard |

### Troostfinale
|                    |                                |                  |            |                                                                              |
| 16 juli 2011 17:30 | Zweden                         | 2 – 1            | Frankrijk  | Rhein-Neckar-Arena, Sinsheim Toeschouwers: 25.515 Scheidsrechter: Kari Seitz |
| 16 juli 2011 17:30 | Schelin 29' M. Hammarström 82' | Wedstrijdverslag | 56' Thomis | Rhein-Neckar-Arena, Sinsheim Toeschouwers: 25.515 Scheidsrechter: Kari Seitz |

### Finale
|                    |                                   |                  |                          |                                                                                     |
| 17 juli 2011 20:45 | Japan                             | 2 – 2 (n.v.)     | Verenigde Staten         | Commerzbank-Arena, Frankfurt Toeschouwers: 48.817 Scheidsrechter: Bibiana Steinhaus |
| 17 juli 2011 20:45 | Miyama 81' Sawa 117'              | Wedstrijdverslag | 69' Morgan 104' Wambach  | Commerzbank-Arena, Frankfurt Toeschouwers: 48.817 Scheidsrechter: Bibiana Steinhaus |
| 17 juli 2011 20:45 | Strafschoppen                     |                  |                          | Commerzbank-Arena, Frankfurt Toeschouwers: 48.817 Scheidsrechter: Bibiana Steinhaus |
| 17 juli 2011 20:45 | Miyama Nagasato Sakaguchi Kumagai | 3 – 1            | Boxx Lloyd Heath Wambach | Commerzbank-Arena, Frankfurt Toeschouwers: 48.817 Scheidsrechter: Bibiana Steinhaus |

## Kampioen
| WK voetbal voor vrouwen 2011 |
| ---------------------------- |
| JAPAN 1e titel               |

## Prijzen
| Gouden Schoen | Gouden Bal  | FIFA Fair Play | Beste Keepster | Beste Jonge speelster |
| ------------- | ----------- | -------------- | -------------- | --------------------- |
| Homare Sawa   | Homare Sawa | Japan          | Hope Solo      | Caitlin Foord         |